# Доленко, Василий Васильевич
Васи́лий Васи́льевич Доле́нко (13 января 1902, Эривань — 8 февраля 1998, Москва) — советский режиссёр по монтажу, народный артист Грузинской ССР (1969), заслуженный деятель искусств Грузинской ССР.

## Биография
Окончил 6-ю мужскую гимназию города Тифлиса.
В 1923 году зачислен в штат кинофабрики Главлит склейщиком плёнки. Свой первый фильм начинал вместе с режиссёром, сценаристом И. Н. Перестиани.
В 1926 году назначен начальником монтажного цеха, режиссёром по монтажу. Проработал на киностудии «Грузия-фильм» 70 лет. Смонтировал более 200 фильмов, в том числе: «Элисо» (1928), «Арсен» (1937), «Георгий Саакадзе» (1942-43), «Клятва» (1946), «Кето и Котэ» (1948), «Стрекоза» (1954), «Лурджа Магданы» (1955), «Чужие дети» (1958), «Отец солдата» (1964), «Саженцы» (1972), «Первая ласточка» (1975), «Твой сын земля» (1981), «Житие Дон Кихота и Санчо» (1988) и многие другие.
В 1969 году присвоено звание Народного артиста Грузинской ССР.
Закончил работать в возрасте 90 лет. В 1994 году переехал в Москву к детям.
Скончался 8 февраля 1998 года в возрасте 96 лет. Похоронен на Троекуровском кладбище в Москве.

## Награды и звания
- Три ордена «Знак Почёта» (14 апреля 1944; 17 апреля 1958; 2 апреля 1966)
- Народный артист Грузинской ССР (1969)
- Заслуженный деятель искусств Грузинской ССР

## Семья
Отец — Василий Петрович Доленко, мать — Юлия Сысоевна Доленко.
Супруга — 1) Нелли Александровна Херхеулидзе, 2) Лариса Александровна Дигмелова.
Дети — Анатолий, Марина.